# 吳賢
吳賢（？—？），安徽新安人，清朝政治人物。舉人出身。
乾隆二十九年九月，接替纪澄中。擔任江蘇荆溪縣知縣。后由许治接任。